# ソニックパワード
株式会社ソニックパワード（Sonic Powered Co.,Ltd.）は、愛知県名古屋市に本社を置くソフトウェア開発企業。コンピュータエンターテインメント協会正会員。携帯電話や家庭用ゲーム機向けゲームソフトの企画開発、ビジネス業務向けシステムの企画開発などを行っている。

## 沿革
- 創業 1995年2月
- 設立 1998年4月

## 主なソフト
- @field（PlayStation Vita）
- ぼくは航空管制官エアポートヒーロー3Dシリーズ（ニンテンドー3DS）
  - 羽田 with JAL（ニンテンドー3DS）
  - ホノルル（ニンテンドー3DS）
  - 成田 with ANA（ニンテンドー3DS）
  - 那覇PUREMIUM（ニンテンドー3DS）
  - 新千歳 with JAL（ニンテンドー3DS）
  - 関空 SKY STORY（ニンテンドー3DS）
  - 成田 ALL STARS（ニンテンドー3DS）
  - 羽田 ALL STARS（ニンテンドー3DS）
  - 関空 ALL STARS（ニンテンドー3DS）
- ぼくは航空管制官エアポートヒーローシリーズ（PlayStation Portable）
  - 成田（PlayStation Portable）
  - 那覇（PlayStation Portable）
  - 新千歳（PlayStation Portable）
  - 羽田（PlayStation Portable）
  - 関空（PlayStation Portable）
- ぼくは航空管制官DS（ニンテンドーDS）
- ぼくは航空管制官（携帯アプリ）
- 鉄道にっぽん!シリーズ（ニンテンドー3DS / Nintendo Switch / PlayStation 4）
- フロム・ジ・アビス FROM THE ABYSS（ニンテンドーDS）
- アノニマスノーツ - FROM THE ABYSS - 第一章（DSiウェア）
- アノニマスノーツ - FROM THE ABYSS - 第二章（DSiウェア）
- アノニマスノーツ - FROM THE ABYSS - 第三章（DSiウェア）
- 悪夢の妖怪村（DSiウェア）
- ムーミン谷のおくりもの（ニンテンドーDS）
- プチコプターWii アドベンチャーフライト（Wii）
- 邪聖剣ネクロマンサー2（携帯アプリ 販売：ハドソン）
- 邪聖剣ネクロマンサー NIGHYMARE REBORN（DSiウェア 販売：ハドソン）
- アクトレイザー・ルネサンス（Nintendo Switch / PlayStation 4 / Steam 販売：スクウェア・エニックス）
- たまの休みは姫さまと!（iOS / Android） ※サービス終了済
- クローズ×WORST UNLIMITED（iOS / Android）